# Henri Tresca
Henri Édouard Tresca (12 de octubre de 1814 - 21 de junio de 1885) fue un ingeniero mecánico francés y profesor en el Conservatoire National des Arts et Métiers de Paris.

## Realizaciones
En compañía de su padre, Tresca realizó estudios en temas de plasticidad dentro del campo de la mecánica de sólidos. Concretamente, se centró en la investigación sobre criterios de fallo ante esfuerzos cortantes, dando lugar a la Teoría de la tensión tangencial máxima (denominada también Criterio de Tresca).
En 1870, con el director del Conservatorio, Arthur Morin, fue anfitrión de la Comisión Internacional del Metro, en la que participó activamente. Fue el creador del diseño del patrón del metro. Tras la Convención del Metro de 1875, la Oficina Internacional de Pesos y Medidas encargó 30 ejemplares del metro patrón en aleación de platino e iridio. Las barras tenían una sección en X que fue llamada con el nombre de Tresca, que la había ideado. La sección estaba concebida para dar al patrón el máximo de rigidez con el mínimo de material. Las reglas tenían una longitud de 102 cm y dos marcas que señalaban los extremos de la unidad. La barra número 6 fue elegida como metro patrón internacional.

## Reconocimientos
- Es uno de los 72 científicos cuyo nombre figura inscrito en la Torre Eiffel.